# Conacul Matei și Toma Cantacuzino din Filipeștii de Pădure
Conacul Matei și Toma Cantacuzino din Filipeștii de Pădure este un fost conac aflat pe teritoriul satului Filipeștii de Pădure, comuna Filipeștii de Pădure. În Repertoriul Arheologic Național, monumentul apare cu codul 133170.02. În prezent, din clădire au mai rămas doar ruine.
Conacul face parte dintr-o serie de locuințe construite de membrii familiei Cantacuzino în zona județului Prahova. Poartă numele lui Matei și Toma Cantacuzino, tată și fiu, care sunt și ctitorii bisericii din Filipeștii de Pădure. După moartea acestora, conacul a mai fost în proprietatea Bălașei Brâncoveanu, căzând în ruină înainte de mijlocul secolului al XIX-lea.